# Кадыров, Вахид (актёр)
Вахид Кадыров (узб. Воҳид Қодиров / Vohid Qodirov; 10 январь1925 — 5 августь1992 года, Ташкент) — советский и узбекский актёр и режиссёр театра и кино, народный артист Узбекской ССР (1980).

## Биография и карьера
Родился в 1925 году в Ташкенте.
После окончания школы, в годы Великой Отечественной войны работал на авиационном заводе, активно играл в заводском драмкружке. После войны окончил Ташкентский государственный театрально-художественный институт им. Островского. С 1948 по 1992 год работал в ташкентском Театре юного зрителя. Первой заметной ролью актёра был образ Климки в постановке «Как закалялась сталь» Островского. Последующие работы включали роли в постановках по В. Любимову, С. Михалкову, Х. Алимджану, И. Аҳмедову, О. Талипову, П. Мумину, Г. Гуляму. С 1960—1970-х годов играл много ролей сатирического характера — хитрых и корыстных купцов, полицейских, представителей власти и т. д.
В 1980 году был удостоен почётного звания народного артиста Узбекской ССР.
Умер в Ташкенте в 1992 году.